# ريبونوكلياز
ريبونوكلياز(بالإنجليزية: Ribonuclease)‏ عبارة عن مجموعة من الإنزيمات المنتشرة في الطبيعة، تحفز حلمهة روابط الفوسفات ثنائي الأستر بين النوكليوتيدات في الأحماض النووية. وقد تختلف أمكنة الحلمهة معتمدة على نوعية الإنزيم المعين. واختلاف نوعية مكان الانقسام، يؤدي إلى استعمال أحماض ريبية مختلفة كعوامل تحدد الهيكل الكيميائي للرنا.

## الوظيفة
ان جميع الكائنات الحية تحتوي على العديد من انزيمات الريناز في فئاته المختلفة، وتبين أن تدهور الحمض النووي الريبي هو عملية قديمة جدا وهامة. فضلا عن تنظيف الرنا الخلوية التي لم تعد مطلوبة، وريبونوكلياز تلعب دورا رئيسيا في نضوج جميع جزيئات الحمض النووي الريبوزي، سواء الرنا الناقلة التي تحمل المادة الوراثية لصنع البروتينات، ورنا الترميز التي وظيفتها في العمليات الخلوية المتنوعة. وبالإضافة إلى ذلك، ان نظم ريبونوكلياز هي خط الدفاع الأول ضد فيروسات الحمض النووي الريبي، حيث توفر الآلات الأساسية لاستراتيجيات أكثر الخلوية المتقدمة المناعة مثل رني.

## اقرأ أيضا
- ديوكسي ريبو نوكلياز
- بي دي بي سام

## وصلات خارجية
- IUBMB Enzyme Database for EC 3.1
- Integrated Enzyme Database for EC 3.1